# Tuotilo
Tuotilo di San Gallo, indicato anche come Tutilo o Tutilone (850 circa – 915 circa), è stato un monaco cristiano e compositore tedesco, attivo fra la fine del IX secolo e l'inizio del X.

## Biografia
Nato in Alemannia, si dice fosse un uomo molto prestante e robusto. Venne educato all'Abbazia di San Gallo e vi rimase poi come monaco. Fu amico di Notker I di San Gallo con il quale studiò musica sotto la guida di Moengal. Intorno al 900 visitò la Abbazia di Sant'Albano presso Magonza, un convento di suore benedettine. Da lì portò due piastre d'avorio per la Longum Evangelium alla sua abbazia e le scolpì.
Tuotilo potrebbe, anacronisticamente, essere considerato uomo del rinascimento: egli fu oratore, poeta, compositore di inni, architetto, pittore, scultore, lavoratore di metalli e meccanico ante litteram.
Alla sua morte venne tumulato in una cappella dedicata a Santa Caterina a San Gallo, che successivamente venne a lui intitolata. La sua ricorrenza è celebrata il 28 marzo.
Tuotilo suonava diversi strumenti, compresa l'arpa. La storia del dramma religioso ha inizio con il trope cantato come Introito della messa la domenica di Pasqua. Esso ci è pervenuto in un manoscritto di San Gallo datato al tempo di Tuotilo.
Dopo l'approvazione delle sequenze data da Papa Adriano II, compose i tropi per gli Alleluja. I tropi sono aggiunte (in origine prese dai testi sacri) agli Alleluja da cantarsi specialmente nei giorni festivi.
La maggior parte delle sue composizioni sono andate perdute.

## Culto
Tuotilo fu sepolto in una cappella dedicata a Santa Caterina nell'Abbazia di San Gallo, che fu li venne dedicata. La sua festa si celebra il 28 marzo.